# Un italiano en la Argentina
Un italiano en la Argentina (título original en italiano: Il gaucho) es una película de comedia italiana de 1964 dirigida por Dino Risi. Es una coproducción de Italia y Argentina que fue rodada en este último país. Por su papel en esta película, Nino Manfredi ganó el Grolla d'oro al Mejor Actor.

## Argumento
Marco Ravicchio, responsable de relaciones públicas de una pequeña productora cinematográfica italiana, parte hacia Buenos Aires para presentar una película en un festival. Le acompañan un guionista voraz y sórdido, dos actrices sin talento que buscan publicidad y una tercera actriz, Luciana, que ya no es muy joven y que espera encontrar un marido argentino rico. En Buenos Aires, el grupo es acosado por un rico emigrante italiano, el ingeniero Marucchelli, que ha hecho de la nostalgia su pasatiempo favorito. Marco no consigue el préstamo de su amigo Stefano, emigrado años antes, y pide el dinero al ingeniero Marucchelli, quien sólo le dedica bonitas palabras. Al final del festival, el grupo regresa a Italia con poca experiencia y mucha decepción.

## Reparto
- Vittorio Gassman ... Marco Ravicchio
- Amedeo Nazzari ... Marucchelli
- Silvana Pampanini ... Luciana
- Nino Manfredi ... Stefano
- Nelly Panizza
- Guido Gorgatti ... Giulio
- Annie Gorassini ... Lorella
- Nelly Tesolín
- Norberto Sánchez Calleja
- Aldo Vianello
- Jorgelina Aranda
- Carmen Pericolo
- Francesco Mulé ... Giorgio
- José Del Vecchio
- Rafael Diserio
- Ruano Zocco
- Amparito Castro
- Mario Mario
- Nora Cárpena ... Lida
- María Grazia Buccella ... Mara
- Nando Angelini ... Aldo
- María Fiore ... Anna